# Непристойные жесты

Непристойный и оскорбительный жест — это движение или положение тела, особенно рук или кистей рук, которое считается чрезвычайно оскорбительным или вульгарным в некоторых определённых культурах. Такие жесты часто носят сексуальный подтекст.

## Средний палец

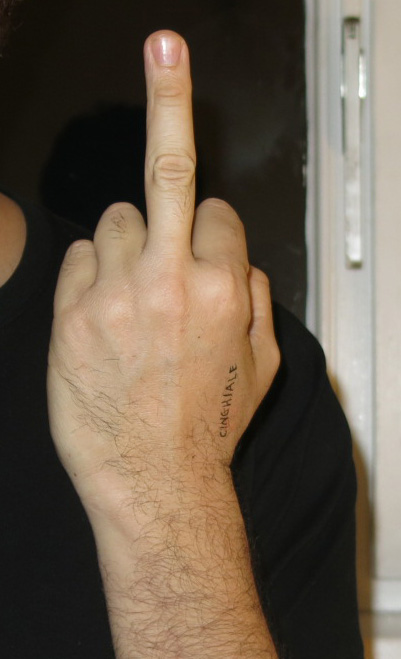
Средний палец

Хотя средний палец был назван «универсальным знаком неуважения», на самом деле он не является универсальным. Например, в японском языке жестов, когда ладонь обращена наружу, она распознаётся как иероглиф せ  (яп.  ("se")). В некоторых частях света в дополнение к среднему пальцу могут использоваться и другие жесты. В некоторых странах «средний палец» вообще не имеет никакого значения.
В Индии, Пакистане и Шри-Ланке социальные круги знакомые с западной культурой используют «средний палец» в том же смысле, в каком он используется в этих культурах. То же самое верно и для большинства стран Южной Азии. 
В Португалии этот жест также называют «Пирете» или «Мангито».

Показывая средний палец, люди выражают чувство неуважения "засунь это себе в задницу" или "иди нафиг." Используется как вызов на драку.

## Знак V

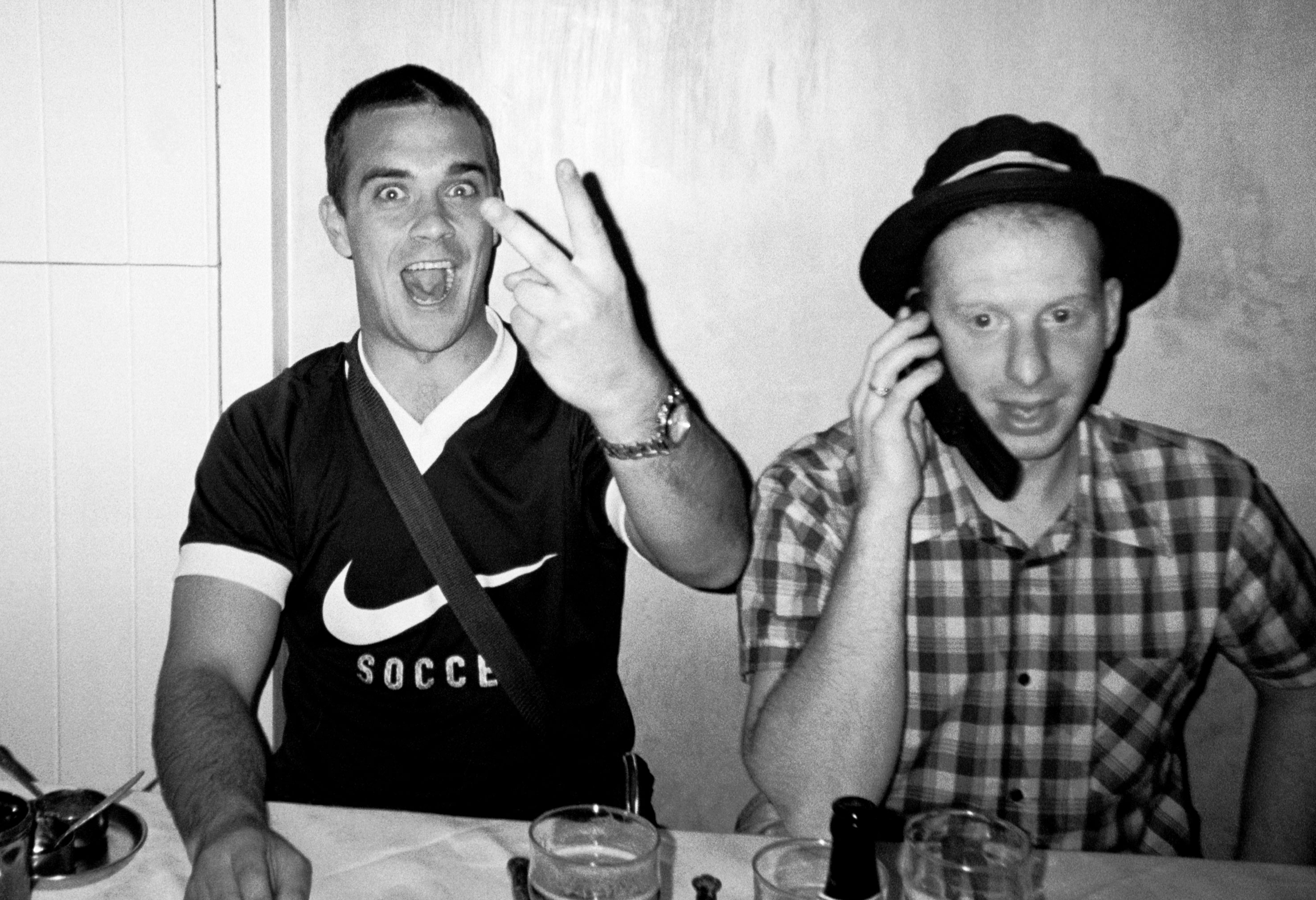
Певец Робби Уильямс использует знак V

В странах Содружества Наций (кроме Канады), жест в виде поднятых среднего и указательного пальца означает то же, что и средний палец. Знак V с обращённой наружу ладонью используется для обозначения победы или как знак мира.

## Кукиш

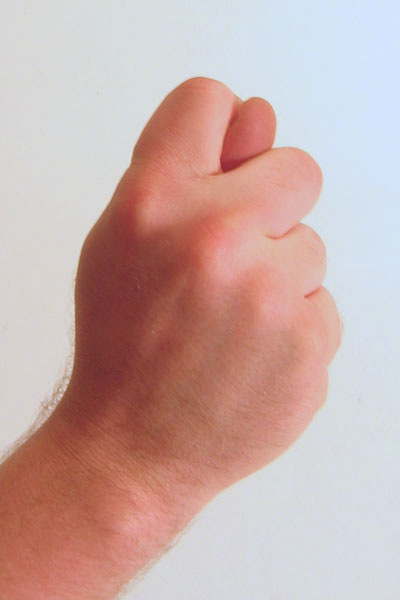
Жест дуля или фига.

Кукиш (также известный как фига, дуля или шиш), чаще встречающийся на постсоветском пространстве, используется для отказа в просьбе о помощи или выражения несогласия. Обычно показывается при отказе в материальной или физической помощи. Жест состоит из кулака с просунутым между указательным и средним большим пальцем. Этот жест также используется аналогичным образом в Индонезии, Турции, Корее, Китае, Монголии, Венгрии (называется «фитииш»), южнославянских странах (шипак) и Румынии («фига»). В некоторых частях Соединенных Штатов шиш часто используется после того, как человек схватил маленького ребёнка за нос, чтобы пошутить, что у ребёнка «оторвали нос» и он находится в кулаке оторвавшего. Часто сопровождается фразой: «У меня твой нос».

## Корна
Жест в виде рогов (от итальянского «corna» — рога), представляет собой жест с различными значениями в зависимости от культуры, контекста, расположения или движения жеста. Особенно распространён в Италии и Средиземноморском регионе, где это жест обычно принимает два разных значения в зависимости от контекста и положения руки. Первый, более безобидный вариант жеста в Италии и Средиземноморье используется в апотропических или суеверных целях, как способ отпугнуть неудачу или сглаз. В данном контексте жест может использоваться при столкновении с неприятными событиями или даже при упоминании таких событий. В такой ситуации обычно выполняется пальцами, направленными вниз (или просто не направленными на кого-либо), чтобы отличить от непристойного значения, при котором пальцы направлены вверх.
Непристойное использование жеста также встречается в Италии и других странах Средиземноморья и Латинской Америки (включая Аргентину, Бразилию, Колумбию, Кубу, Францию, Грецию, Португалию, Испанию и Уругвай). Непристойный вариант выполняется двумя пальцами, направленными вверх, при этом жест направлен на кого-то и сопровождается вращением руки взад и вперёд. Такое использование жеста подразумевает измену в человеке, на которого он направлен. При демонстрации жеста в итальянском, греческом и испанском языках используются слова cornuto, κερατάς (keratas) и cornudo соответственно, (буквально -«рогатый»).

## Мундза

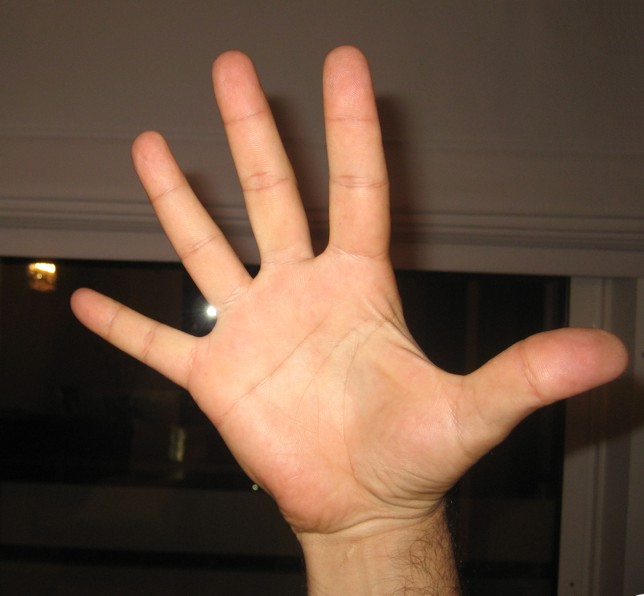
Мундза одной ладонью

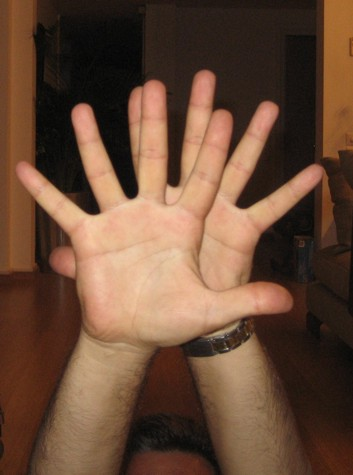
Двойная мундза

В Греции пять широко растопыренных пальцев известны как жест мундза. Может использоваться другая разновидность, где все пальцы, кроме среднего, широко расставлены, при этом рука движется вперёд-назад по оси, проходящей через средний палец. В этом варианте большой палец иногда касается среднего пальца. Эта разновидность равносильна среднему пальцу
В иранской культуре подобный жест используется для обозначения часто используемого словесного оскорбления, предполагающего смерть получателя.
В некоторых странах Африки и Карибского бассейна аналогичным непристойным жестом является вытягивание всех пяти пальцев ладонью вперёд, что означает, что у получателя пять отцов.
В иракской и ассирийской культуре резкое рукопожатие с кем-то означает неуважение к человеку.

## Пальцы, поднятые вверх

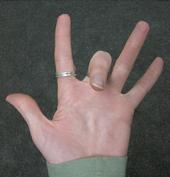
В некоторых арабских странах этот жест служит той же цели и значению, что и средний палец.

В Иране и Ираке большой палец, выставленный вверх используется вместо среднего пальца, чтобы выразить чувство неуважения, примерно эквивалентное по значению "засунь это себе в задницу ", или «иди нафиг».
В некоторых арабских странах, особенно в Египте, используется жест, в котором средний палец опущен к ладони и направлен на кого-то, в то время как все остальные пальцы остаются прямыми. По внешнему виду этот жест можно назвать обратным классическому среднему пальцу, но он не отличается, то есть похож по значению. 

## Кусание большого пальца
Во средние века в Англии этот жест выполнялся помещением кончика большого пальца между передними зубами. Этот жест был эквивалентен среднему пальцу. Мог использоваться как вызов на драку. Его все ещё можно встретить в некоторых странах.
В пьесе Уильяма Шекспира «Ромео и Джульетта» слуга Капулетти Сэмпсон затевает драку, показав такой жест Абраму, слуге Монтегю.

## Жест Окей

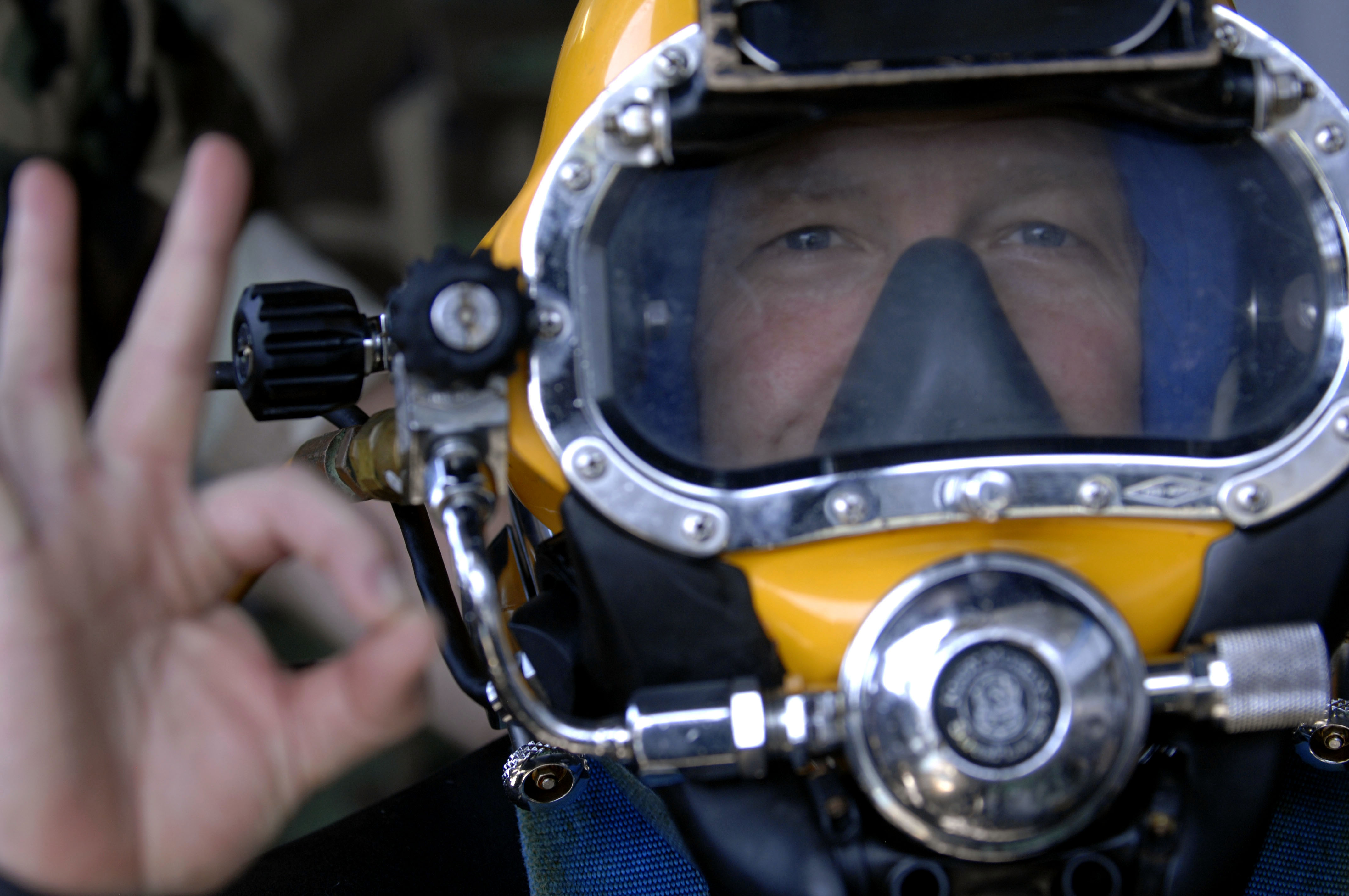
В некоторых арабских странах этот жест имеет негативное, вульгарное или оскорбительное значение.

В отличие от остальных стран, где жест «ОК» используется для выражения согласия, в некоторых частях Ближнего Востока и Средиземноморья он этот жест несёт негативные, вульгарные или оскорбительные значения. Во Франции, Бельгии и Тунисе форма жеста «О» означает «ноль», что означает «ничего не стоящий». В Японии это наоборот означает «богатство»
Во многих средиземноморских странах, таких как Турция, Тунис и Греция, а также на Ближнем Востоке, в некоторых частях Германии и в нескольких странах Южной Америки этот жест может быть означать человеческий анус, либо оскорбление («Ты мудак»), либо как оскорбительное упоминание гомосексуальности и акта содомии. В Бразилии этот жест может быть эквивалентен среднему пальцу.
В арабском мире этот знак символизирует сглаз и используется как проклятие.